# Marianne Van Hirtum
Marianne Van Hirtum (Namur, 20 luglio 1935 – Parigi, 11 giugno 1988) è stata una scrittrice, pittrice e scultrice belga legata al surrealismo.

## Biografia
Era la figlia del dottor Louis Van Hirtum, medico a capo del sanatorio di Beau Vallon, ospedale psichiatrico presso il quale Marianne trascorse l'intera infanzia.
Dal 1952 visse fra Bruxelles e Parigi, dove prese inizialmente contatto con l'editore Pierre Seghers e lo scrittore Jean Paulhan; grazie a quest'ultimo in seguito pubblicò presso Gallimard la raccolta Les Insolites.
Nell'aprile del 1955 Marianne inviò alcune poesie ad André Breton, dal quale ebbe pronta risposta. Nel 1956 allestì la prima mostra personale presso la galleria Adrienne Monnier, esponendo opere a guazzo e manichini dettati dalla stessa ispirazione delle prime poesie. Nel 1958 si unì al gruppo surrealista parigino,, e l'anno successivo partecipò all'Esposizione internazionale surrealista E.R.O.S. (Exposition inteRnatiOnale du Surréalisme) presso la galleria Daniel Cordier, inaugurata il 2 dicembre 1959.
Dagli anni sessanta si dedicò a scultura, pittura e disegno utilizzando la tecnica puntinista, e realizzando opere che espose nel 1970 a Parigi..
Dopo la morte di Breton nel 1966 Marianne collaborò al Bulletin de liaison surréaliste (BLS), ed in seguito alla rivista Surréalisme insieme ai poeti Vincent Bounoure, Jean-Louis Bédouin e Joyce Mansour ed ai pittori Jean Benoît e Jorge Camacho.
In quel periodo abitava in un appartamento parigino circondata da arredi funebri e da animali esotici, in particolare rettili, che stupivano i visitatori.
Nel 1976 pubblicò La Nuit mathématique, una raccolta di poesie di cui Jean-Louis Bédouin apprezzò densità e profondità..
Negli anni ottanta si legò sentimentalmente allo scrittore e pittore surrealista Charles Duits.
Nel 1990 vennero pubblicate postume alcune poesie tradotte in inglese da Guy Flandre e Peter Wood, raccolte con il titolo John the Pelican ed illustrate con sei disegni dell'autrice. Nel 1991 uscirono tramite le edizioni Hourglass i racconti Proteus Volens e Fantôme du quai Anatole.

## Alcune raccolte di poesie
- 1953 - Poèmes pour les petits pauvres, edito da Seghers
- 1956 - Les Insolites, edito da Gallimard
- 1976 - La Nuit mathématique, edizioni Rougerie, Limoges
- 1977 - Les Balançoires d'Euclide, edizioni Rougerie, Limoges
- 1978 - Le Cheval-Arquebuse, edizioni Jean-Jacques Sergent, Orléans
- 1980 - Le Trépied des algèbres, edizioni Rougerie, Limoges
- 1983 - Le Papillon mental, edizioni Rougerie, Limoges

## Esposizioni

### Mostre personali
- 1956, Galerie Adrienne Monnier, Parigi
- 1970, Galerie Le Ranelagh, Parigi[11]
- 1972, Galerie La Voûte, Montreux
- 1972, Librairie-galerie L'Envers du miroir
- 1991, Espace UVA, Parigi
- 1998, Librairie-galerie L'Or du temps, Parigi

### Mostre collettive
- 1959-1960, "Exposition inteRnatiOnale du Surréalisme (E.R.O.S.)", galerie Cordier, Parigi
- 1975, "Armes et Bagages", Lione
- 1989, "I Surrealisti", a cura di Arturo Schwarz, Milano
- 1999, "Scandaleusement d'elles", Galerie Pierre Belfond, Parigi